# Pleșcaiță
Pleșcaița (Myosoton aquaticum) numită și pleșcaiță acvatică, pleșcăiță de apă, plescaiță, plescaviță este o plantă erbacee perenă din familia cariofilacee, înaltă de 15-45 cm, cu tulpini târâtoare, frunze ovale, lungi până la 8 cm, flori albe dispuse în dicazii. Fructul este o capsulă ovată ce se deschide prin 5 dinți emarginați la vârf, semințele sunt brune. Înflorește în iunie-septembrie. Crește prin locuri umede și umbroase, pe lângă pâraie, râuri. Este răspândită în aproape toată Europa, inclusiv în România și Republica Moldova; în Asia occidentală și centrală până în India.